# Konak (miejscowość)
Konak (bułg. Конак) – wieś w Bułgarii, w obwodzie Tyrgowiszte, w gminie Popowo. W 2024 roku liczyła 34 mieszkańców.